# Bistrot

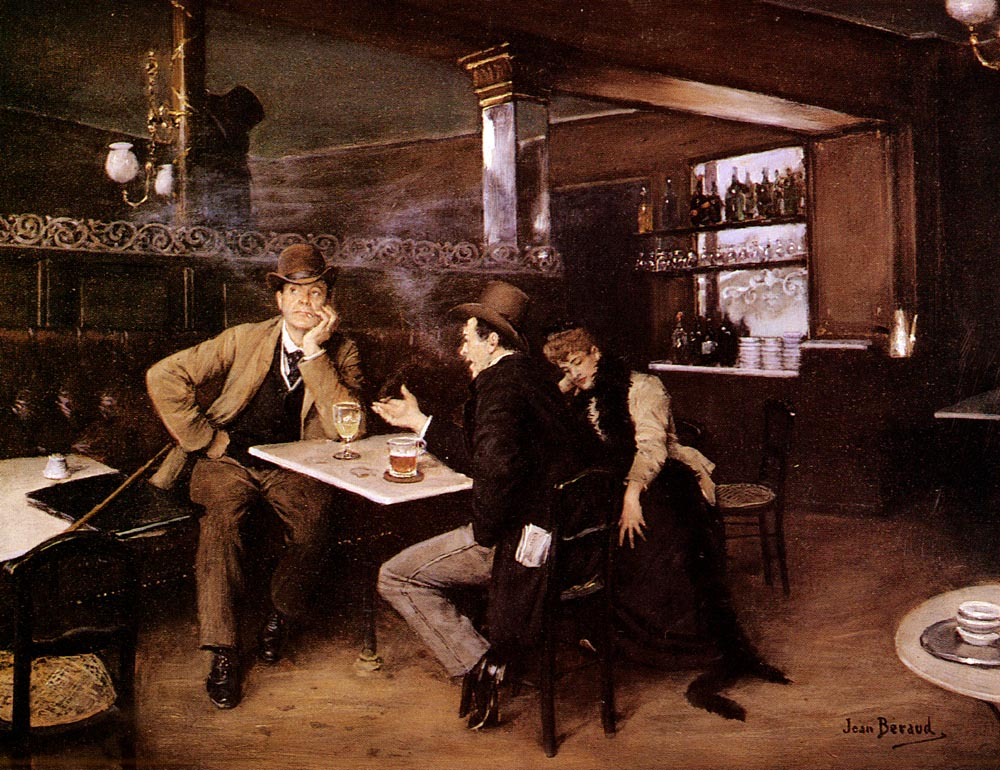
Quadre de Jean Béraud anomenat 'al bistró'.

Un bistrot (o bistró) és un petit establiment popular de França, on se serveixen begudes alcohòliques, cafè, formatges i d'altres begudes. Poden ser també restaurants amb preus econòmics.

## Etimologia de «bistrot»
L'origen de la paraula «bistrot» és dubtós i porta a disputes. Una de les versions esmenta que el seu origen pot provenir del rus: быстро (IPA:[bɨstrə]), en transcripció bwystra) que significa 'ràpid '. Segons sembla els soldats russos que van ocupar França després de les Guerres Napoleòniques s'adreçaven sovint als civils francesos en els restaurants demandant el menjar ràpid: "быстро !, 'быстро !", d'aquesta manera el mot es va convertir en un neologisme:  Bistro . Però diversos lingüistes francesos no accepten aquesta etimologia perquè sorprenentment no es troba aquesta paraula fins a la fi del segle xix.
Una altra de les versions esmenta que es tracta probablement d'un regionalisme importat a París al segle xix, per això es va difondre a través de tota França. Pot ser una variant del peitoví Bistraud  o Bistroquet (Occitània), que designava al principi a un servent, va anar canviant per referir-se al servent d'un negociant de vins, després al propi negociant de vins i finalment al despatx de vins.

## Estil
El bistró tradicional és simplement una taverna o un local de París, que servia sobretot vi. Era un lloc popular, que sovint no tenia gaire bona fama. A tot el segle xx el turisme en va fer una referència del mode de vida parisenca.
El bistró francès encara no té pas un estil de menjar definit: pel seu origen obrer i popular, sempre ha servit plats tradicionals, fets amb aliments frescos i considerats com saludables. El menú dels bistrós, igual que la seva decoració, s'ha anat renovant fins a arribar a ser sovint elegant, a causa de l'èxit creixent del menjar tradicional i regional. Alguns cócs anglosaxons com Jamie Oliver i Gordon Ramsay fan referència a aquest estil.
Alguns bistrós tenen, com abans, despatx de venda de vins i altres ofereixen plats de cuina internacional.
El terme "bistrot" s'ha estès a altres països, en els quals se sol referir a establiments de recent creació la cuina dels quals es basa en plats clàssics.